# Kvinnokultur
Kvinnokultur är ett begrepp som har två olika aspekter. Den första är politisk kvinnorörelse som menar att kvinnor i praktiken inte är jämlika män, även om de skulle vara det i den ideologiska teoribildningen. Den kultur i form av musik, teater, hantverk etc. som har producerats för kvinnor av kvinnor kallas ofta kvinnokultur. Den andra aspekten är det akademiska begrepp producerat för teorier om kvinnors kultur som säger att kvinnor och män delvis lever i olika kulturer.

## Historia
Fram till mitten av 1960-talet kunde man varken urskilja mekanismer eller se samband mellan olika enskilda variabler för hur kvinnor reagerar. Bland många exempel hade psykologer studerat runt 100 pojkar och ungefär lika många flickor med hög intelligens i grundskolan varpå dessa hade studerats igen efter 25 år. Nästan varenda av männen hade blivit högt respekterade inom konst-, affärs-, administration och den politiska världen. 75 % av kvinnorna hade blivit hemmafruar och i princip hade de resterande 25 % valt traditionella kvinnoyrken. Det var bara ett fåtal som hade valt yrken som kunde jämföras med någon av männen. Man kunde alltså se hur män agerade som grupp, men inte hur kvinnor kom att göra sina karriärval.
Socialpsykologen Berit Ås menade att man kunde argumentera på samma sätt som ekonomen Gunnar Myrdal gjort i en studie för USA:s räkning i Sydasien kring biståndsprojekt som inte hade fått det resultat givarlandet hade förväntat sig. Han menade att resultaten från dessa länder jämfördes med de mått som satts för västländer och inte utifrån mottagarlandets förutsättningar och att resultaten då osynliggjordes. På samma sätt skulle männen vara överbyggnaden och inte kunna förstå basen – kvinnorna – i och med att kvinnor har en sådan annorlunda ekonomisk, social och kulturell värld gentemot mannens bas och därmed bli lika osynliggjorda.

## Teori

### Manssamhällets två kulturer
Alla samhällen skulle kunna delas upp i två olika kulturer; en manskultur och en kvinnokultur. Dessa kan ses som åtskilda men samtidigt relaterade ojämlikt socialt. Detta innebär att de är i ständig konflikt med varandra. Den viktiga grundidén om "kulturer i konflikt" är infogad i teorin. Denna teori innebär att den underordnade en viss mening är osynlig för den överordnande kulturen. Applicerat i denna teori är det kvinnliga som är det underordnade och har sin bas i "hemmasfären" och det manliga det offentliga och synliga. Synen menar att de två olika kulturerna är beroende av varandra och därför i konflikt av varandra.

### Flerdimensionellt analysschema
En central del av Ås teori är ett empiriskt öppet analysschema, det vill säga allmänt tillämpbar i samhällsforskningen. Denna analysmodell används för att karaktärisera och synliggöra de olika kvinno- och manskulturerna.
Dessa teorier är olika i hennes texter men generellt kan sägas:

#### Fem dimensioner
- Språk och kommunikation: Språket används för att utesluta eller inkludera i de olika kulturerna.
- Förhållandet till teknik och ekonomi: Kvinnor känner sig osäkra med teknik medan männen känner sig maktfulla när de kan förstå sig på och förändra den.
- Organiserad verksamhet: Kvinnor tenderar att ta på sig frivillga arbeten, männen blir arvoderade.
- Tidsperspektiv: Kvinnor har en "städa upp-mentalitet". Det männen misslyckas med får kvinnor ta hand om vilket tar deras tid i anspråk.
- Självaktning: Kvinnor har tendensen att nervärdera sig själva medan män uppvärderar sig själva.

### Definitionen på begreppet "kvinnokultur"
Definitionen av kultur skiljer sig från Myrdals definition en del i och med att den hela tiden försöker synliggöra det motsättningsfyllda och föränderliga samhällstillståndet. Den kopplar ihop osynlighet och okunskap. Den säger att härskartekniker och förtrycks-strategier ska ses som strategier för att förtrycka även om de används utan avsikt.

### Förklaringsgrunden
Utnyttjandet av kvinnors underordnade ställning som oavlönade i produktionen är grunden till varför de är den underordnade.